# Movimiento del software de código abierto
El movimiento del software de código abierto (o de fuentes abiertas) es una ramificación del movimiento del software libre que defiende el software de código abierto como una etiqueta alternativa del software libre, en el campo pragmático más que en el filosófico.
El movimiento fue fundado en 1998 por John 'maddog' Hall, Larry Augustin, Eric S. Raymond, Bruce Perens y otros. Raymond es quizás la persona a quien más se identifica con el movimiento; es todavía y se reconoce a sí mismo como el principal teórico, pero no reclama el liderazgo en algún sentido exclusivo. En contraste con el movimiento del software libre, el cual siempre ha estado dirigido esencialmente por una sola figura (Richard Stallman), el movimiento del software de código abierto está conducido por una especie de consejo de ancianos que incluye a Raymond, otros cofundadores son notables personalidades como Linus Torvalds, Larry Wall y Guido van Rossum.
Los fundadores estaban insatisfechos con lo que vieron como una actitud de confrontación por parte del movimiento del software libre y se inclinaron a defender el software libre solamente en los terrenos de su superioridad técnica (una declaración previamente hecha por Raymond en su ensayo "La Catedral y el Bazar"). Se esperaba que el "código abierto" y la propaganda asociada se volvieran un argumento más persuasivo para las empresas. El comentario de Raymond fue "si quieres cambiar al mundo, tienes que cooperar con la gente que firma los grandes cheques". (Cygnus Support buscó exactamente este enfoque desde hace ya algunos años, pero no se había anunciado de manera extensa).
El grupo adoptó la Definición de Open Source para el software de código abierto, basado en las Directrices de software libre de Debian. También estableció la Open Source Initiative (OSI) como organización administrativa del movimiento. Sin embargo, no tuvieron éxito en su intento de asegurar una marca registrada open source, para que funcionase como un imprimátur y así prevenir el mal uso del término. A pesar de esto, la OSI alcanzó una considerable influencia en la esfera corporativa y ha sido capaz de evitar el abuso del término a un mínimo tolerable a través de una vigorosa persuasión. Junto con la FSF, se ha convertido en una de las dos principales organizaciones defensoras de la comunidad hacker.
El periodo inicial del movimiento del software de código abierto coincidió con y en parte condujo la explosión de las punto-com entre 1998 y 2000 y observó gran crecimiento en la popularidad de Linux y de la formación de muchas empresas "pro software de código abierto". El movimiento también capturó la atención de la principal industria del software, llevando al software de código abierto las ofertas de compañías de software consolidadas como Corel (Corel Linux), Sun Microsystems (StarOffice) e IBM (OpenAFS). En el momento en que terminó la explosión de las punto-com en 2001, muchas de las esperanzas iniciales de los defensores del software de código abierto ya habían dado frutos y el movimiento continuó golpe a golpe durante el clima de recorte de costos de la recesión de 2001 a 2003.

## Relaciones con el Movimiento del software libre
Desde su inicio, el movimiento del software de código abierto ha sido materia de controversia dentro de la comunidad hacker.
Stallman, hablando por la Fundación del Software Libre (FSF), ha criticado los motivos del movimiento del software de código abierto. De acuerdo con él, el enfoque pragmático del movimiento distrae a los usuarios de las cuestiones morales centrales y de las libertades que el software libre ofrece, borrando la distinción con el software semi-libre o completamente propietario. Stallman describe a los movimientos del software libre y del software de código abierto como terrenos políticos separados dentro de la misma comunidad de software libre sin embargo, y agrega: Disentimos en los principios básicos, pero estamos de acuerdo más o menos en las recomendaciones prácticas. Así que podemos trabajar juntos en muchos proyectos específicos.
Tanto los defensores del software libre como los del software de código abierto se han aliado en tiempos de crisis, como contra los intensos ataques de Microsoft acerca de la GPL en 2001 y la demanda de SCO atacando al núcleo Linux en 2003. En realidad no hay una estricta división entre ambos movimientos, ya que muchos se identifican hasta cierto punto con ambos grupos (aunque algunos como Stallman, se casan con una de las dos filosofías exclusivamente).
Las tensiones entre ambas comunidades ocasionalmente han sido exacerbadas por el hábito de la prensa comercial y en general de encasillar sus diferencias como un drama personal entre Stallman y las celebridades del software de código abierto como Raymond o Torvalds.
En la práctica, las definiciones operativas del software libre y el software de código abierto son las mismas. Las listas de licencias que las cumplen mantenidas por la FSF y la OSI son casi idénticas, solo difieren en casos extremos como la de la primera versión de la Apple Public Source License (APSL). Los seguidores de los movimientos del software libre y software de código abierto comúnmente no tienen dificultad en cooperar en proyectos de software.
La confrontación del software de código abierto contra el software libre por tanto, reúne la lista de las divisiones filosóficas entre los hackers, junto con la guerra de editores y de KDE contra GNOME.
Algunos autores cuando discuten acerca de ambos movimientos, utilizan términos distintos de "software de código abierto" y "software libre" para intentar describir la unión de estos conceptos.
Entre esos otros términos están open source software / free software (OSS/FS), free / open source software (FOSS) y free-libre / open source software (FLOSS).

## Cultura Open Source
Artículo:Cultura Open Source
Algunos dentro del movimiento de software de código abierto han declarado que los principios del código abierto pueden aplicarse en áreas distintas del software de computadoras, como protocolos de comunicaciones digitales, formatos de almacenamiento de datos y hardware abierto.  Hay declaraciones más audaces que extienden las ideas del código abierto a campos completamente diferentes, tales como la diseminación del conocimiento general.